# أفرنعمان (بني منصور)
أفرنعمان هي إحدى مشيخات المملكة المغربية، تتبع جغرافيا لإقليم شفشاون وإداريًا لبني منصور. يقدر عدد سكانها بـ 3155 نسمة حسب الإحصاء الرسمي للسكان والسكنى لسنة 2004.